# Interdialekt ogólnoczeski
Interdialekt ogólnoczeski, czeszczyzna potoczna nieliteracka (cz. obecná čeština) – niestandardowa odmiana języka czeskiego, funkcjonująca jako środek codziennej komunikacji na terenie Czech właściwych. W opozycji do niej stoją gwary miejscowe, a także ogólnonarodowy język literacki (standardowy) (spisovná čeština), występujący zarówno w formie pisanej, książkowej (psaná čeština, knižní čeština), jak i w wariancie potocznym (hovorová čeština). Czeska sytuacja językowa, polegająca na współistnieniu w praktyce językowej standardu i interdialektu jako środka komunikacji codziennej, bywa traktowana jako przykład dyglosji.
W ujęciu tradycyjnym, funkcjonującym w pierwszych dziesięcioleciach XX w., „obecną češtinę” definiowano jako interdialekt, jako ponadlokalną odmianę czeszczyzny powstałą na gruncie dialektów środkowoczeskich. Interdialekt ten był ograniczony geograficznie i socjalnie, ale miał szerszy zasięg niż tradycyjne gwary . Takie podejście przyjmował Bohuslav Havránek, stawiając „obecną češtinę” na równi z interdialektem hanackim czy też interdialektem laskim.
Współcześnie „obecná čeština” cechuje się dużą ekspansywnością na gruncie czeskim, zwłaszcza w codziennych kontekstach sytuacyjnych, zaś potoczna odmiana czeszczyzny literackiej, najbliższa temu wariantowi , znajduje ograniczone zastosowanie w praktyce komunikacyjnej (według niektórych lingwistów należy ją traktować jako pojęcie teoretyczne).
Niektórzy lingwiści obserwują, że czeszczyzna potoczna nieliteracka ma tendencję do rozpowszechniania się nie tylko w Czechach właściwych, ale również na Morawach. Zaczyna ponadto obejmować szersze spektrum domen komunikacyjnych, pełniąc funkcję środka porozumiewawczego nie tylko w sytuacjach swobodnych, a także w kontaktach półoficjalnych i oficjalnych, również wśród wykształconych użytkowników języka czeskiego. Tak pojmowana „obecná čeština” bywa klasyfikowana jako odmiana typu koiné  lub jako tzw. „drugi standard” o prestiżu niższym niż język literacki  (takie podejście reprezentują m.in. Petr Sgall, František Čermák i Václav Cvrček ). Część językoznawców nie zgadza się jednak z tym stwierdzeniem, ponieważ nie w pełni odpowiada ono realiom językowym na Morawach i Śląsku, gdzie w dalszym ciągu funkcjonują tradycyjne gwary terytorialne, preferowane przez ich użytkowników, a „obecná čeština” jest postrzegana jako twór obcy .
Termin „obecná čeština” bywa odnoszony do kilku zjawisk: tradycyjnego interdialektu, środka stylizacji językowej, a także szerzej ujmowanego języka obiegowego, niestandardowego (często w postaci mieszanej). Na określenie ostatniej formy egzystencji języka stosuje się przeważnie terminy „běžně mluvený jazyk” i „běžná mluva” .